# Dichogama diffusalis
Dichogama diffusalis là một loài bướm đêm trong họ Crambidae. Loài này được miêu tả bởi George Hampson vào năm 1918, và được phát hiện ở Venezuela và Costa Rica.